# Deroplatys gorochovi
Espèce
Deroplatys gorochovi est une espèce d'Insectes mantoptères de la famille des Deroplatyidae.

## Répartition
Cette espèce se rencontre en Asie et notamment au Viêt Nam.

## Description
La tête mesure environ 3,8 mm de long pour 6,6 mm de large chez le mâle et environ 5,5 mm de long pour 8,7 mm de large chez la femelle. Le pronotum est long de 15,8 mm pour une largeur de 15,3 mm chez le mâle et de 23 mm de long pour 25,2 mm de large chez la femelle. La longueur des élytres des mâles est de 35 mm et celle des femelles est de 30 mm. Le coxa antérieurs mesure 10 mm de long chez le mâle et 15,3 mm chez la femelle. La longueur du fémur antérieur est de 11,5 mm pour le mâle et 17 mm pour la femelle. Le tibia antérieur est long de 5,5 mm chez le mâle et de 8 mm chez la femelle.

### Description du mâle
Cette mante ressemble à une feuille morte brunâtre plus ou moins unicolore. Les yeux sont noirs, grands et proéminents avec leur bord externe arrondi. La tête est transversale et comprimée antéro-postérieurement avec un bord apical presque droit. Le bord supérieur du bouclier frontal est incurvé. Les antennes sont à peu près de la même longueur que le pronotum. Le pronotum, légèrement plus long que large, est rhomboïdal. Sa marge latérale est nettement crénelée dans le prosome. La carène médiane n'est présente que sur la moitié antérieure. Les élytres sont opaques et brunâtre sans marques. Les ailes sont sub-hyalines avec le bord antérieur et l'apex légèrement assombris. La face interne des fémurs antérieurs est jaunâtre avec des taches et plusieurs dents noires. Le bord antérieure du coxa antérieure arbore six dents et plusieurs tubercules plus petits. Les fémurs antérieurs portent quatre épines externes et de quatorze à dix-sept épines internes. Les quatre épines discoïdales sont subégales en longueur pour la première et la quatrième, légèrement plus grande que la première pour la seconde et environ deux fois plus grande que la seconde pour la troisième. Le tibia antérieur présente quatorze épines internes et neuf épines externes. Les fémurs moyen et postérieur arborent un lobe à l'angle postéro-latéral. L'abdomen est mince, allongé et sans plis latéraux. Le dernier tergite présente un bord postérieur arrondi. Le bord postérieur du dernier sternite est très légèrement émarginé. Les cerques sont fusiformes avec le premier segment élargi. Ce segment est plus grand que le second. Le premier segment peut être caché sous le tergite ultime. Les organes génitaux mâles sont relativement allongés. Le phallomère gauche est non convexe. Ses apophyses phalloïdes portent trois dents incurvées : deux latérales et une dorsale. Le processus distal du phallomère ventral présente une petite dent.

### Description de la femelle
L'aspect général de la femelle diffère de celui du mâle. Elle est plus grande et plus robuste que le mâle. Sa couleur est similaire à celle du mâle mais les élytres sont plus coriaces et arborent des marques sombres indistinctes. Les ailes sont noirâtres avec des veines transversales blanches sauf dans leurs parties antérieures et apicales. La tête présente des yeux plus acuminés. Le pronotum, légèrement transversal et étendu vers l'arrière, est en forme de cloche. Les bords latéraux sont crénelés dans le prosome. La carène médiane est petite. Les ailes sont produites en un long processus à l'apex. La structure des pattes antérieures est semblable à celle du mâle. L'abdomen est relativement large.

## Systématique
L'espèce Deroplatys gorochovi a été décrite en 1998 par l'entomologiste russe Leonid Nikolaïevitch Anissioutkine (d).

### Étymologie
Son épithète spécifique, gorochovi, lui a été donnée en l'honneur de l'entomologiste russe Andreï Vassilievitch Gorokhov (d) (1952-) qui a récolté le spécimen ayant servi à la description et est un spécialiste de la faune vietnamienne.

### Publication originale
- (en) L. N. Anisyutkin, « Notes on the genus Deroplatys Westwood, with description of a new species from Vietnam (Mantodea: Mantidae: Deroplatyinae) », Zoosystematica Rossica, Institut zoologique de l'Académie russe des sciences (d), vol. 7, no 1,‎ 1998, p. 95 (ISSN 0320-9180 et 2410-0226, lire en ligne).